# Veľké Leváre
Veľké Leváre és un poble i municipi d'Eslovàquia que es troba a la regió de Bratislava, a l'extrem occidental del país, prop de la frontera amb Àustria.

## Història
La primera menció escrita de la vila es remunta al 1378.

## Demografia
| Godina             | 1994 | 2004    | 2014   | 2024   |
| ------------------ | ---- | ------- | ------ | ------ |
| Nombre de persones | 3228 | 3554    | 3576   | 3762   |
| Diferència         |      | +10,09% | +0,61% | +5,20% |

| Godina             | 2023 | 2024   |
| ------------------ | ---- | ------ |
| Nombre de persones | 3751 | 3762   |
| Diferència         |      | +0,29% |